# 徳島県立盲人福祉センター
徳島県立 盲人福祉センター（とくしまけんりつ もうじんふくしセンター）は、徳島県徳島市にあった視覚障害者に関する福祉施設。

## 沿革
- 1983年 社会福祉法人徳島県社会福祉事業団が徳島県立総合福祉センターの受託管理する。
- 2006年 徳島県立盲人福祉センターが廃止。代替施設の徳島県立障害者交流プラザがオープン。